# 김종빈
김종빈(金鍾彬, 1947년 9월 16일 ~ )은 대한민국 제34대 검찰총장이다. 검찰총장 김종빈은 동국대학교 교수 강정구의 국가보안법 위반 혐의와 관련하여 법무부 장관 천정배가 '불구속 수사하라'고 지시하면서 수사지휘권을 발동하자 김종빈은 그것을 수용하면서도 '검찰 수사에 개입하려 한다'며 항의성 사표를 냈다. 그후 변호사로 활동하였다.

## 학력
- ~ 1967년 : 여수고등학교
- ~ 1971년 : 고려대학교 법학 학사

## 경력
- 1973년 : 제15회 사법시험 합격
- 1975년 : 사법연수원 제5기 수료
- 1978년 ~ 1981년 : 대전지방검찰청 검사
- 1981년 ~ 1983년 : 대구지방검찰청 상주지청 검사
- 1983년 ~ 1985년 : 서울지방검찰청 동부지청 검사
- 1986년 : 미국 Washington D.C. 연방검찰청 연수
- 1987년 : 법무부 검찰국 검사 (고등검찰관)
- 1987년 ~ 1988년 : 전주지방검찰청 정읍지청 지청장
- 1988년 ~ 1990년 : 서울지방검찰청 검사 (헌법재판소 파견)
- 1990년 ~ 1991년 : 수원지방검찰청 강력부장검사
- 1991년 ~ 1993년 : 부산지방검찰청 조사부장검사
- 1993년 : 서울지방검찰청 북부지청 특수부 부장검사
- 1993년 ~ 1994년 : 서울지방검찰청 송무부 부장검사
- 1994년 ~ 1995년 : 서울지방검찰청 형사제4부 부장검사
- 1995년 ~ 1996년 : 인천지방검찰청 부천지청 차장검사
- 1996년 ~ 1997년 : 대전지방검찰청 차장검사
- 1997년 ~ 1998년 : 광주지방검찰청 순천지청 지청장
- 1998년 : 인천지방검찰청 차장검사
- 1998년 ~ 1999년 : 대검찰청 중앙수사부 수사기획관
- 2000년 ~ 2001년 : 전주지방검찰청 검사장
- 2001년 ~ 2002년 : 법무부 보호국 국장
- 2002년 ~ 2003년 : 대검찰청 중앙수사부 부장
- 2003년 ~ 2004년 : 대검찰청 차장검사
- 2004년 ~ 2005년 : 서울고등검찰청 검사장
- 2005년 ~ 2005년 10월 : 제34대 대검찰청 검찰총장
- 2005년 ~ 2009년 : 변호사 김종빈 법률사무소 변호사
- 2006년 ~ 2009년 : 고려대학교 법과대학 초빙교수
- 2007년 3월 : 여수세계박람회 명예홍보대사
- 2008년 ~ 2010년 : ㈜GS건설 사외이사
- 2008년 ~ 2018년 : ㈜GS Caltex 문화재단 이사
- 2009년 ~ 2014년 : 고려대학교 법학전문대학원 겸임교수
- 2009년 : 법무법인 화우 고문변호사
- 2010년 : 대한상사중재원 중재인
- 2011년 ~ 2020년 3월 : (주)동양강철 사외이사
- 2012년 3월 ~ 2018년 6월 : CJ오쇼핑 사외이사
- 2013년 9월 ~ 2015년 : 조선대학교 석좌교수
- 2013년 9월 ~ : 한반도 인권과 통일을 위한 변호사모임 고문
- 법무법인 대건 대표변호사